# Sigmund Haringer
Sigmund Haringer (9 de dezembro de 1908 - 23 de fevereiro de 1975) foi um futebolista alemão que competiu na Copa do Mundo FIFA de 1934.